# Itigi Majengo
Itigi Majengo ist ein Verwaltungsbezirk (englisch Ward) des Distrikts Itigi in der tansanischen Region Singida.

## Geografie
Itigi Majengo ist ein Bezirk im nördlichen Zentralteil von Tansania etwa 100 Kilometer Luftlinie südsüdwestlich der Regionshauptstadt Singida. Das Gebiet umfasst den nordöstlichen Stadtteil von Itigi und seine Vororte. Bei der Volkszählung 2022 lebten 12.216 Menschen in 3156 Haushalten auf einer Fläche von 44 Quadratkilometern.
Der Bezirk grenzt an vier Bezirke des Distrikts Itigi:
|             |                                             | Sanjaranda |
| Tambukareli | Kompassrose, die auf Nachbargemeinden zeigt |            |
|             | Itigi Mjini                                 |            |

## Gliederung
Der Bezirk besteht aus zwei Gemeinden (swahili Mtaa) mit elf Orten (Kitongoji):
| Zinginali - Shuleni - Uwanja Wa Ndege - Mti Mkavu - Mlumbani | Majengo - Majengo A - Majengo B - Majengo C - Bangayega |

## Infrastruktur
- Straße: Die asphaltierte Nationalstraße T18, die Tabora mit Dodoma verbindet, durchquert den Bezirk.[8]
- Eisenbahn: Die Südgrenze des Bezirks bildet die Tanganjikabahn.